# Ophiomyia ononidis
Ophiomyia ononidis är en tvåvingeart som beskrevs av Spencer 1966. Ophiomyia ononidis ingår i släktet Ophiomyia och familjen minerarflugor. Inga underarter finns listade i Catalogue of Life.